# ITTF World Tour Grand Finals
ITTF World Tour Grand Finals (до 2011 года ITTF Pro Tour Grand Finals) — ежегодный турнир по настольному теннису, проходящий в конце каждого года под эгидой Международной федерации настольного тенниса (ITTF). Турнир включает в себя соревнования в шести категориях: мужской и женский одиночный разряд, мужские и женские парные соревнования, мужской и женский одиночный разряд для участников до 21 года. К турниру допускаются игроки, набравшие наибольшее количество очков в течение года участвуя в ITTF World Tour, и они соревнуются за приз в $ 500 000 ($ 1 000 000 в 2017 году), это наибольшие суммарные призовые деньги в календаре ITTF. В 2020 году были переименованы в «ITTF Finals» и после этого в 2021 и в 2022 годах не проводились.

## Критерии квалификации[5]

### Мужской и женский одиночные разряды
- Участие в минимум пяти турнирах ITTF World Tour за текущий год.[5]
- 15 лучших участников, набравших наибольшее количество очков в ITTF World Tour за текущий год.
- 1 приглашённый участник от страны проводящей турнир.
- Если игрок приглашенный от страны проводящей турнир и так попал в список 15-ти лучших или не принял участие минимум в пяти турнирах ITTF World Tour в текущем году — приглашается участник идущий в рейтинге очков ITTF World Tour за текущий год следующим (на 16 месте).

### Мужской и женский парные разряды
- Участие именно этой пары в минимум четырёх турнирах ITTF World Tour за текущий год.[5]
- 7 лучших пар, набравших наибольшее количество очков в ITTF World Tour за текущий год.
- 1 приглашённая пара от страны проводящей турнир.
- Если пара приглашённая от страны проводящей турнир итак попала в список 7-и лучших или не приняла участие минимум в четырёх турнирах ITTF World Tour в текущем году — приглашается пара идущая в рейтинге очков ITTF World Tour за текущий год следующая (на восьмом месте).
- Если один игрок в течение года участвовал в нескольких парах — учитывается только пара набравшая наибольшее количество очков.

### Смешанный парный разряд
- Участие именно этой пары в минимум двух турнирах ITTF World Tour за текущий год.[5]
- 7 лучших пар, набравших наибольшее количество очков в ITTF World Tour за текущий год.
- 1 приглашённая пара от страны проводящей турнир.
- Если пара приглашённая от страны проводящей турнир итак попала в список 7-и лучших или не приняла участие минимум в двух турнирах ITTF World Tour в текущем году — приглашается пара идущая в рейтинге очков ITTF World Tour за текущий год следующая (на восьмом месте).
- Если один игрок в течение года участвовал в нескольких парах — учитывается только пара набравшая наибольшее количество очков.

Смешанный парный разряд введен в 2018 году в связи с появлением его в программе летних олимпийских игр 2020.

### Мужской и женский одиночные разряды в возрасте до 21 года
- Участие в минимум четырёх турнирах ITTF World Tour за текущий год на не менее чем двух разных континентах.[5]
- 8 лучших участников, набравших наибольшее количество очков в ITTF World Tour за текущий год.

Если у нескольких игроков или пар одинаковое количество очков в ITTF World Tour за текущий год, они ранжируются по своему мировому рейтингу ITTF.

## Правила
Во всех матчах World Tour Grand Finals победителем становится обладатель большего количества побед в 7-ми сетах.

### Мужской и женский одиночные разряды и пары
16 игроков (или 8 пар в парных соревнованиях) соревнуются за выход в следующий раунд по системе с выбыванием (олимпийская система). Лучшие 8 игроков (или лучшие 4 пары в парных соревнованиях) по количеству очков в World Tour не встречаются между собой в первом круге (так называемый «посев»).

### Мужской и женский одиночные разряды в возрасте до 21 года
8 игроков распределяются на две группы. Внутри группы проводятся игры каждого игрока со всеми остальными, после чего двое лучших из каждой группы играют по системе с выбыванием (олимпийская система).

## Победители
- Список победителей ITTF World Tour Grand Finals:[8]

| Место проведения | Год  | Мужской одиночный разряд | Женский одиночный разряд | Мужские пары                      | Женские пары               | Смешанные пары               |
| ---------------- | ---- | ------------------------ | ------------------------ | --------------------------------- | -------------------------- | ---------------------------- |
| Чжэнчжоу         | 2019 | Фань Чжэньдун (2)        | Чэнь Мэн (3)             | Сюй Синь Фань Чжэньдун            | Miyuu Kihara Miyu Nagasaki | Сюй Синь Лю Шивэнь           |
| Инчхон           | 2018 | Томокадзу Харимото       | Чэнь Мэн (2)             | Чан Уджин Lim Jong-hoon           | Мима Ито Hina Hayata       | Вон Чаньтхин Ду Хойкем       |
| Астана           | 2017 | Фань Чжэньдун            | Чэнь Мэн                 | Masataka Morizono (2) Yuya Oshima | Чэнь Мэн Чжу Юйлин         | До 2018 года не проводились. |
| Доха             | 2016 | Ма Лун (5)               | Чжу Юйлин                | Jung Young-sik Ли Сан Су          | Yui Hamamoto Hina Hayata   | До 2018 года не проводились. |
| Лиссабон         | 2015 | Ма Лун (4)               | Дин Нин                  | Masataka Morizono Yuya Oshima     | Дин Нин Чжу Юйлин          | До 2018 года не проводились. |
| Бангкок          | 2014 | Дзюн Мидзутани (2)       | Касуми Исикава           | Cho Eon-Rae Seo Hyun-Deok         | Миу Хирано Мима Ито        | До 2018 года не проводились. |
| Дубай            | 2013 | Сюй Синь (2)             | Лю Шивэнь (3)            | Gao Ning (2) Li Hu                | Дин Нин Ли Сяося           | До 2018 года не проводились. |
| Ханчжоу          | 2012 | Сюй Синь                 | Лю Шивэнь (2)            | Gao Ning Li Hu                    | Фэн Тяньвэй Yu Mengyu      | До 2018 года не проводились. |
| Лондон           | 2011 | Ма Лун (3)               | Лю Шивэнь                | Ма Линь Чжан Цзикэ                | Го Юэ Ли Сяося (2)         | До 2018 года не проводились. |
| Сеул             | 2010 | Дзюн Мидзутани           | Фэн Тяньвэй              | Jiang Tianyi Tang Peng            | Kim Kyung-Ah Park Mi-Young | До 2018 года не проводились. |
| Макао            | 2009 | Ма Лун (2)               | Го Янь (2)               | Тимо Болль Christian Süß          | Дин Нин Лю Шивэнь          | До 2018 года не проводились. |
| Макао            | 2008 | Ма Лун                   | Го Янь                   | Gao Ning Yang Zi                  | Ли Цзявэй Sun Beibei       | До 2018 года не проводились. |
| Пекин            | 2007 | Ма Линь (2)              | Ли Сяося                 | Ван Лицинь Chen Qi                | Го Юэ Ли Сяося             | До 2018 года не проводились. |
| Гонконг          | 2006 | Ван Хао (2)              | Чжан Инин (4)            | Hao Shuai Ма Лун                  | Ван Нань Чжан Инин (2)     | До 2018 года не проводились. |
| Фучжоу           | 2005 | Тимо Болль               | Чжан Инин (3)            | Тимо Болль Christian Süß          | Gao Jun Shen Yanfei        | До 2018 года не проводились. |
| Пекин            | 2004 | Ван Лицинь (3)           | Го Юэ                    | Ма Линь (2) Chen Qi               | Ван Нань Чжан Инин         | До 2018 года не проводились. |
| Ханчжоу          | 2003 | Ван Хао                  | Ню Цзяньфэн              | Ма Линь Chen Qi                   | Го Юэ Ню Цзяньфэн          | До 2018 года не проводились. |
| Стокгольм        | 2002 | Chuang Chih-yuan         | Чжан Инин (2)            | Кун Линхуэй (2) Ма Линь           | Li Jia Ню Цзяньфэн         | До 2018 года не проводились. |
| Хайнань          | 2001 | Ма Линь                  | Ван Нань (2)             | Ким Тхэк Су Oh Sang-Eun           | Lee Eun-Sil Ю Джи Хе       | До 2018 года не проводились. |
| Кобе             | 2000 | Ван Лицинь (2)           | Чжан Инин                | Ван Лицинь (3) Yan Sen            | Sun Jin Yang Ying          | До 2018 года не проводились. |
| Сидней           | 1999 | Liu Guozheng             | Чэнь Цзин                | Кун Линхуэй Ма Линь               | Li Ju Ван Нань (3)         | До 2018 года не проводились. |
| Париж            | 1998 | Ван Лицинь               | Ван Нань                 | Ван Лицинь (2) Yan Sen            | Li Ju Ван Нань (2)         | До 2018 года не проводились. |
| Гонконг          | 1997 | Владимир Самсонов        | Li Ju                    | Кун Линхуэй Лю Голян              | Li Ju Ван Нань             | До 2018 года не проводились. |
| Тяньцзинь        | 1996 | Кун Линхуэй              | Дэн Япин                 | Ван Лицинь Yan Sen                | Дэн Япин Yang Ying         | До 2018 года не проводились. |